# Emeka Okafor
Chukwuemeka Ndubuisi "Emeka" Okafor (født 28. september 1982, i Houston, Texas, USA) er en amerikansk basketballspiller, der spiller som forward i NBA-klubben Washington Wizards. Han har spillet i klubben siden 2012. Tidligere har han spillet en årrække hos Charlotte Bobcats og New Orleans Hornets. I 2005 blev han kåret som NBA's bedste rookie (førsteårsspiller).

## Landshold
Okafor har spillet adskillige kampe for det amerikanske landshold, og var blandt andet med til at vinde bronze ved OL i Athen 2004. Okafor er en af de få spillere som har været med det amerikanske landshold, uden at have nogen NBA erfaring. En bedrift senere gentaget af Anthony Davis

## Klubber
- 2004-2009: Charlotte Bobcats
- 2009-2012 New Orleans Hornets
- 2012-nu Washington Wizards